# Gare du Palais
Gare du Palais eller Du Palais Station er en tog- og busstation i Québec i Canada. Navnet kommer af dets nærhed til intendanten af New Frances palads. Stationen betjenes af Via Rail Canada, Canadas nationale jernbaneselskab for passagertrafik, og af det private bussselskab Orléans Express.
Bygningen blev opført i 1915 af Canadian Pacific Railway, og den slotslignende station på to etager ligner meget Château Frontenacs udformning. Stationen havde ikke nogen passagertrafik fra 1976 til 1985, mens der i dag igen er regelmæssige afgange vestpå til Montreal Central Station via Drummondville. Stationen udnævntes til Heritage Railway Station i 1992.